# Malcolm Bradbury
Sir Malcolm Stanley Bradbury CBE (* 7. September 1932 in Sheffield; † 27. November 2000 in Norwich) war ein britischer Romancier, Satiriker und Literaturwissenschaftler.

## Leben

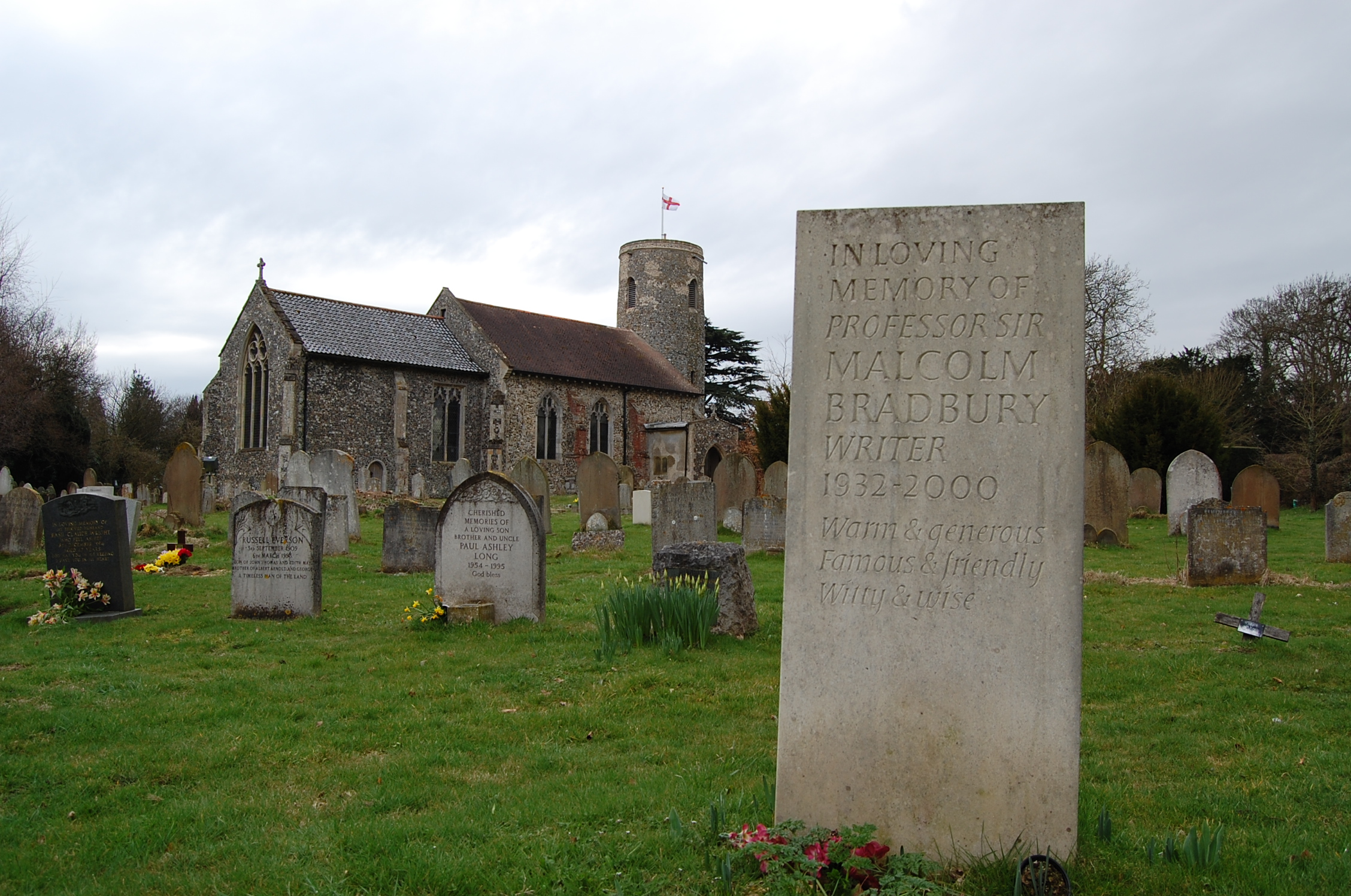
Grab von Malcolm Bradbury in Norfolk

Bradburys Vater war Eisenbahner; die Familie zog 1935 nach London, kehrte jedoch 1941 nach Sheffield zurück. Nachdem die Familie später nach Nottingham gezogen war, besuchte Bradbury 1943 bis 1950 das Gymnasium in West Bridgford. An der University of Leicester studierte er Anglistik und wechselte nach einem ersten Abschluss an die University of London, wo er 1955 seinen M.A. erhielt. Zwischen 1955 und 1958 pendelte Bradbury zwischen Lehraufträgen an der University of Manchester und der Indiana University in den USA. Wegen eines schweren Herzleidens kehrte er 1958 nach England zurück, wo er operiert wurde; während des Krankenhausaufenthaltes beendete Bradbury 1959 seinen ersten Roman: Eating People Is Wrong.
Er heiratete Elizabeth Salt, die ihm später zwei Söhne gebären sollte, Matthew und Dominic. Zunächst war Bradbury an der University of Hull in der Erwachsenenbildung tätig. Mit einer biografischen Studie über Evelyn Waugh begann er 1962 seine Karriere als Verfasser und Herausgeber wissenschaftlicher Werke: An der Universität Manchester erhielt er dafür seinen PhD in Amerikanistik. Von 1961 bis 1965 lehrte er an der University of Birmingham. 1965 erschien sein zweiter Roman, Stepping Westward. 1970 wurde Bradbury Professor für Amerikanistik an der University of East Anglia. Dort richtete er in Zusammenarbeit mit Angus Wilson den renommierten Studiengang für Kreatives Schreiben ein, den auch Ian McEwan und Kazuo Ishiguro absolvierten. 1995 ließ er sich pensionieren.

## Preise und Auszeichnungen
- Commander of the British Empire 1991
- Knight Bachelor 2000[2]

## Werke (Auswahl)
Vollständige Bibliographien seiner literarischen und seiner literaturwissenschaftlichen und literaturkritischen Werke finden sich auf der ihm gewidmeten Website http://www.malcolmbradbury.com
- The After Dinner Game
- All Dressed Up and Nowhere to Go
- Eating People Is Wrong (1959)
- Stepping Westward (1968)
- The Social Context of Modern English Literature (1971)
- Possibilities (1973)
- Who Do You Think You Are — a collection of short stories
- The History Man (1975)
  - dt. Der Geschichtsmensch
- Rates of Exchange (1983)
  - dt. Wechselkurse
- To the Hermitage (2000)
- My Strange Quest for Mensonge: Structuralism's Hidden Hero (1987)
- The Modern American Novel (1983)
- Why Come to Slaka? (1986)
- Cuts (1987)
- No Not Bloomsbury (1987)
- Mensonge (1987)
- Doctor Criminale (1992)
- The Modern British Novel (1993)
- Dangerous Pilgrimages: Trans-Atlantic Mythologies and the Novel (1995)
- To the Hermitage (2000)